# Siwakorn Jakkuprasat
Siwakorn Jakkuprasat (tiếng Thái: ศิวกร จักขุประสาท; sinh ngày 23 tháng 4 năm 1992) là một cầu thủ bóng đá từ Thái Lan. Hiện tại anh thi đấu cho Port ở Giải bóng đá Ngoại hạng Thái Lan. Bàn thắng của anh tại vòng 11 Thai League trước PT Prachuap được xem là một trong 5 bàn thắng đẹp nhất theo bài báo Lưu trữ ngày 22 tháng 6 năm 2018 tại Wayback Machine của FOX Sports Asia.

## Danh hiệu
Quốc tế
U-23 Thái Lan
- Sea Games  Huy chương Vàng (1); 2015